# Massacre d'Ofaqim
 (novembre 2024).
Le contenu est difficilement compréhensible vu les erreurs de traduction, qui sont peut-être dues à l'utilisation d'un logiciel de traduction automatique.
Le massacre d'Ofaqim (en hébreu : קרב אופקים et en arabe : معركة سديروت) a commencé le 7 octobre 2023, lorsque le Hamas a lancé une attaque surprise à grande échelle sur le sud d'Israël, qui a été largement condamnée comme un acte de terrorisme. La ville israélienne d'Ofaqim (en hébreu : אֳפָקִים) est une ville du district sud d'Israël, à 20 kilomètres à l'ouest de Beersheba.
Au cours des combats dans la ville, 27 habitants et 6 policiers ont été tués, en plus d'autres habitants de la ville qui ont été assassinés dans d'autres endroits de l'enveloppe de Gaza. Au total, 47 habitants ont été tués dans l’attaque – certains pendant la bataille et d’autres à divers endroits du Néguev – et certains ont été blessés. Les militants du Hamas et d’autres groupes ont utilisé des fusils d’assaut, des grenades propulsées par roquette (RPG) et des grenades. Au total, 22 militants ont été tués par les Forces de défense israéliennes et la police israélienne.

## Bataille

### Infiltration au sol
Vers 6 h 45 du matin, les militants sont arrivés à Ofaqim. Vingt-deux personnes sont entrées dans la ville à bord de deux véhicules chargés d'armes à feu, de grenades à main, de roquettes RPG, de charges explosives en plastique et de mines. Les militants ont également été équipés de kits médicaux, d'instructions pour suspendre un membre blessé, de cartes d'Ofaqim et de rations. Ils sont entrés par l'entrée ouest de la ville et se sont dirigés vers le quartier de Mishor HaGafen et ont semblé s'arrêter, attendant apparemment que les sirènes avertissant des attaques de roquettes en provenance de Gaza attirent les gens à l'extérieur en direction des abris anti-bombes. De nombreuses personnes ont été blessées par balle alors qu'elles s'approchaient des abris. Le quartier de Mishor HaGafen, situé à l'extrémité ouest de la ville, près du conseil régional de Merhavim, est composé principalement de maisons anciennes sans abris antiaériens intégrés (en hébreu : « מקלט »). En conséquence, de nombreuses victimes ont été interceptées alors qu’elles se dirigeaient vers des abris antiaériens publics ou en revenaient. Dans la rue Goren, les terroristes ont assassiné plusieurs personnes qui se cachaient à l'intérieur d'un bâtiment, ainsi que des individus dans la rue. Ils se sont ensuite dirigés vers la rue Ha'Karim, où ils ont tué d'autres personnes, dont un chauffeur d'ambulance, un père et son fils. Par la suite, les militants se sont concentrés sur la rue Tamar, où ils ont commencé à tuer tous ceux qu'ils rencontraient dans la rue ou dans les voitures. Ils ont ensuite fouillé plusieurs maisons, tentant d'y pénétrer par effraction, lançant des grenades à main sur des civils et des maisons, et lançant des roquettes RPG sur deux maisons. Un homme, Victor Rachmilov, et sa fille ont fui les lieux dans un SUV sous les tirs, mais après que la voiture a été criblée de balles et que Rachmilov a été touché aux jambes, le couple a pris la fuite sous les tirs, Rachmilov étant touché quatre fois de plus aux jambes. Ils ont néanmoins réussi à s'échapper,,.
Le maire d'Ofaqim, Itzik Danino, a immédiatement appelé le ministre israélien de la Défense Yoav Gallant, demandant le déploiement de forces militaires dans la ville, mais les renforts ont tardé à arriver. Les combats ont été initialement menés par des policiers, des soldats de Tsahal en congé et des civils munis d'armes personnelles. Certains habitants se sont joints au combat avec des couteaux, ne comprenant pas la gravité de la menace. Parmi les résidents qui ont participé figurait le député de la Knesset et ancien policier Almog Cohen. L'officier de police Dor Elmakias, qui avait été affecté au festival de musique Nova, qui allait bientôt être la cible du massacre du festival de musique Re'im, s'est précipité à Ofaqim après avoir reçu des informations faisant état de coups de feu et a rejoint les combats. Il a été légèrement blessé mais a continué à se battre, se rappelant qu'« au début, nous ne savions pas combien ils étaient. Ils nous ont lancé des grenades et tiré des lance-roquettes pendant la bataille » et qu'il a « vu des gens se faire tuer sous nos yeux, dans les rues des gens se faire tuer, sous les yeux de leur famille, pendant que nous étions sous le feu ». En raison d'une pénurie d'armes et de munitions, les défenseurs de la ville ont utilisé des armes récupérées sur les corps des militants du Hamas.
Les policiers qui sont intervenus étaient pour la plupart armés uniquement d'armes de poing et se sont retrouvés à combattre des militants dotés d'une puissance de feu supérieure. À son arrivée sur les lieux, le policier Itamar Alus a repéré trois militants et a tiré deux coups de feu dans leur direction, touchant l'un d'eux à la jambe. Après avoir tiré des coups de feu automatiques dans sa direction, il s'est retiré. Alors qu'il traversait le quartier, il a escaladé un mur du jardin et a tué un soldat du Hamas de plusieurs balles dans la tête. Dans la maison voisine, un autre policier a tué un militant qui tentait d'entrer dans la maison par la porte arrière. 
Un policier, Roni Abuharon, réalisant que les militants visaient un quartier où les immeubles d'habitation manquaient d'abris, a crié aux habitants de rentrer chez eux car quiconque courrait dehors pour se réfugier serait pris pour cible. Il fut tué pendant les combats et son corps fut retrouvé par son frère Rafi.
Pendant les combats, des coups de feu autour de la maison de Michal Bilia, qui avait réuni ses fils et petits-enfants pour Shabbat, ont poussé la famille à se précipiter à l'étage et à sortir par une fenêtre pour s'abriter sous des panneaux solaires. L'un de ses fils, Ariel Bilia, a été tué par balle par un militant dans la cour alors qu'il tentait de sortir par la fenêtre. La police a évacué la zone, tuant trois militants qui s'étaient réfugiés dans un hangar voisin. Deux d'entre eux ont été tués par des grenades et le troisième a été abattu alors qu'il tentait de se rendre, les officiers pensant qu'il avait une bombe.
En entendant des coups de feu et en voyant des militants, Israel Chana, un habitant d'Ofaqim qui travaillait comme agent de sécurité privé dans une banque et qui marchait avec sa petite amie, s'est précipité chez lui et a récupéré son arme personnelle pour rejoindre les combats. Il a ensuite été aperçu en train de combattre seul une escouade de militants, tuant l'un d'eux et en blessant grièvement un autre. Chana a été tué pendant les combats. Ses actions ont été reconnues comme ayant empêché les militants de pénétrer dans les maisons voisines.
Dans un cas, des militants ont tenté de pénétrer dans un abri public où de nombreux résidents s'étaient réfugiés. Alors qu'ils s'approchaient du refuge, l'un d'eux a été abattu par un habitant armé. Les militants ont tiré sur quatre résidents qui tentaient d'atteindre l'abri, et qui ont dû courir sous une pluie de balles. Les résidents se sont barricadés à l'intérieur de l'abri, l'un d'eux bloquant la porte en coinçant un vélo cassé sur la poignée de la porte. Les habitants ont rapporté avoir entendu des coups à la porte et des cris de « Juif, Juif, ouvre la porte » en arabe avant que les militants abandonnent et continuent leur chemin, apparemment vers la maison des Edry qui se trouvait à proximité.

### Confrontation à la maison des Edry
Un épisode important de la bataille s'est produit au domicile de Rachel et David Edry. Cinq militants ont fait irruption dans la maison, retenant le couple en otage. Alors que trois policiers et un soldat passaient devant la maison, ils ont été pris pour cible par des coups de feu provenant de la fenêtre du deuxième étage de la maison, tuant le policier Yigal Iluz. Ses compatriotes se replièrent sous les tirs et la police ne put récupérer son corps qu'après l'arrivée des renforts. La maison a été encerclée par la police et une confrontation s'est ensuivie. L'un des policiers participant à l'affrontement était le fils d'Edry, Evyatar. La police a tenté de négocier avec les militants et a parfois échangé des coups de feu avec eux. Rachel Edry a tenté de charmer les militants, en conversant avec eux et en leur offrant de la nourriture et des boissons. Elle a réussi à signaler à la police à l'extérieur qu'il y avait cinq militants. L'affrontement a pris fin lorsque les opérateurs de l'unité tactique d'élite de la police Yamam ont pris d'assaut la maison, tuant les cinq militants et sauvant le couple vivant.

### Reprise de la ville d'Ofaqim par les Israéliens
Les affrontements dans la ville se sont concentrés principalement autour de la rue Goren et de ses environs, où environ 14 militants étaient impliqués. Les militants ont été empêchés avec succès d'avancer vers d'autres quartiers résidentiels et d'occuper le commissariat de police d'Ofakim. Vers 10 à 14 heures, la plupart des militants avaient été tués. Les renforts de Tsahal sont arrivés vers 2 heures. La ville a été signalée comme étant entièrement évacuée tôt le matin du lendemain.